# Sean Faircloth

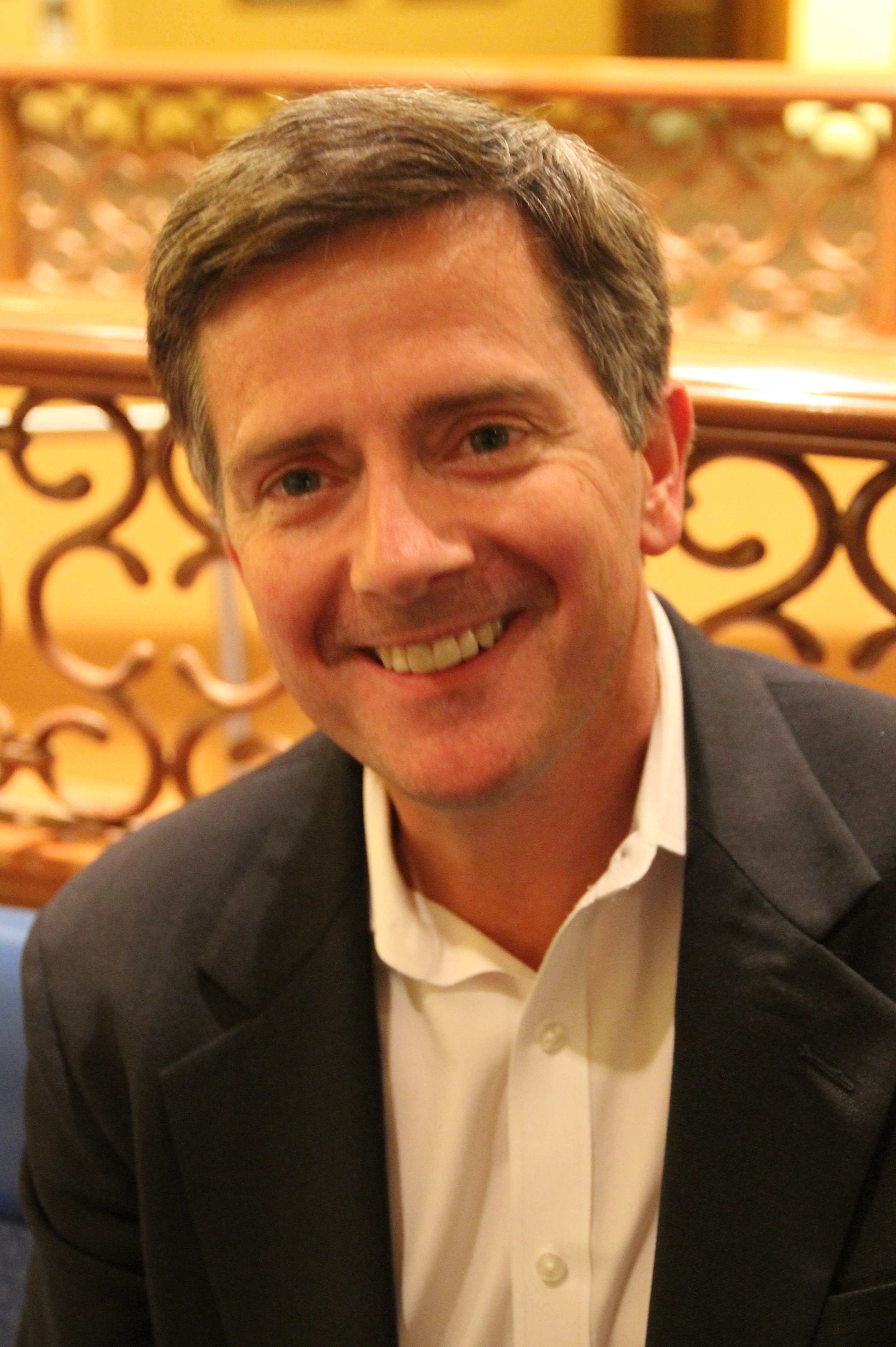
Sean Faircloth, le 13 juillet 2011 à The Amaz!ng Meeting

Sean Faircloth (né le 23 mai 1960) est un avocat et homme politique américain, élu de l'État du Maine. Il a participé à cinq mandats au sein du conseil législatif du Maine. 
Sean Faircloth a occupé des fonctions au sein du Comité Judiciaire et des Crédits. Lors de son dernier mandat, Faircloth a été élu Majority Whip. En 2009, Faircloth devient directeur exécutif de la Secular Coalition for America, militant pour la séparation de l'église et de l'état, et pour une plus grande tolérance des points de vue non-théistes dans la vie américaine.   
Les autres sujets de prédilection de Sean Faircloth sont relatifs à la Constitution américaine, aux politiques de l'enfance, aux politiques relatives à l'obésité et aux lois sur les crimes sexuels. 
En 2012, Sean Faircloth écrit "Attack of the theocrats!", plaidoyer pour le retour aux sources séculaires des États-Unis, préfacé par Richard Dawkins.